# منتخب هونغ كونغ لاتحاد الرغبي للسيدات
منتخب هونغ كونغ الوطني لاتحاد الرغبي للسيدات هو ممثل هونغ كونغ الرسمي في المنافسات الدولية في اتحاد الرغبي للسيدات. تأسس في 8 أبريل 1998.

## وصلات خارجية
- الموقع الرسمي